# Division Scolaire Louis-Riel
La Division scolaire Louis Riel (Louis Riel School Division) offre une éducation en anglais et, dans certains établissements, en immersion française. Elle regroupe des écoles présentes à Saint-Vital et Saint-Boniface.

## Liste des écoles

### École élémentaires
- Archwood School                          (M-8)
- Darwin School                            (M-8)
- Dr. D. W. Penner School                  (M-6)
- Frontenac School                         (M-8)
- General Vanier School                    (M-8)
- École George McDowell                (6-8)
- Glenwood School                          (M-8)
- École Guyot                          (M-6)
- H. S. Paul School                        (M-8)
- Hastings School                          (M-9)
- École Henri-Bergeron                 (M-6)
- Highbury School                          (M-8)
- École Howden                         (M-6)
- Island Lakes Community School            (M-8)
- École Julie-Riel                     (M-5)
- Lavallee School                          (M-8)
- École Marie-Anne-Gaboury             (M-8)
- Marion School                            (M-8)
- Minnetonka School                        (M-8)
- Niakwa Place School                      (M-8)
- Nordale School                           (M-8)
- École Provencher                     (M-8)
- Samuel Burland School                    (M-8)
- Shamrock School                          (M-8)
- St. George School                        (M-8)
- École St. Germain                        (M-5)
- Windsor School                           (M-8)
- École Van Belleghem                      (M-6)
- École Varennes                       (M-8)
- Victor H. L. Wyatt School                (M-8)
- Victor Mager School                  (M-8)

### Écoles secondaires
- Collège Béliveau                     (7-12)
- Collège Jeanne-Sauvé                 (9-12)
- Dakota Collegiate                        (9-12)
- Glenlawn Collegiate                      (9-12)
- J. H. Bruns Collegiate                   (9-12)
- Nelson McIntyre Collegiate               (9-12)
- Windsor Park Collegiate                  (9-12)

### Écoles post-secondaires
- Louis Riel Arts & Technology Centre  (Années 11-12 Tech. & Post-Secondary)

### Centres d'apprentissage
- René Deleurme Centre